# LudicaMente Mantova
LudicaMente era un evento fieristico annuale tenuto a Mantova, dedicato al "gioco non tecnologico". La manifestazione aveva lo scopo di divulgare la cultura del gioco non legato all'utilizzo di mezzi tecnologici, come computer o strumenti elettronici.
La prima edizione risale al 2003: l'evento era promosso dal Comitato Organizzatore della Fiera del Gioco non Tecnologico, ed era patrocinato dal comune e dalla provincia di Mantova. La manifestazione si rivolgeva sia ad un pubblico generalista, con aree di gioco libero per provare i giochi presentati e tornei, sia al pubblico degli sviluppatori di giochi, con un'area per i giochi autoprodotti (presente dal 2003 e organizzata da Angelo Porazzi) e una area espositiva di vendita. Vi erano anche iniziative di gioco gestite assieme ad altre associazioni ludiche italiane. 
I giochi protagonisti della manifestazione potevano essere ricondotti a due filoni principali: il "gioco di strada" e il "gioco di società". Il primo aveva luogo nel centro storico di Mantova, il secondo a partire dalla sesta edizione trovò posto nel PalaBam, palazzetto dello Sport e Centro Polifunzionale Fieristico di Mantova.
L'ultima edizione del 2008 raccolse circa 30 000 visitatori.

## Giochi
I seguenti generi erano tra quelli più rappresentati alla manifestazione:
- Giochi di carte tradizionali
- Giochi di carte collezionabili
- "Giochi dimenticati", giochi tradizionali oggi in disuso
- Giochi da scacchiera
- Giochi da tavolo
- Giochi di ruolo classici
- Giochi di ruolo dal vivo
- Wargame tridimensionali
- Giochi giganti (riproduzioni in scala maggiorata di giochi da tavolo tradizionali)